# Тамате
Тамате — система тайных союзов у народов Меланезии, распространена на островах Банкс. Только на одном из островов Мота союзов насчитывается 77, причём один человек состоит обычно в нескольких союзах сразу. Слово «тамате» означает «покойник, дух». В союзах употребляются страшные маски. Вступление в союз сопровождается обрядами смерти и воскрешения. Собрания проводятся в тайных местах в лесу. Члены Тамате устраивают в лесу шум, пугают людей. Они пользуются особыми правами и привилегиями, например, правом табуации (наложение табу, запрета).
Несколько неясна связь союзов Тамате с другой системой мужских союзов, Сукве, которая окружена меньшей тайной, и представляет собой общество для накопления богатства и закрепления власти.